# 闇鬥迷宮
《闇鬥迷宮》是2025年动作冒险游戏，由万代南梦宫工作室開發、万代南梦宫娱乐發行。游戏是「《吃豆人》系列」衍生作品之一，對應任天堂Switch、任天堂Switch 2、PlayStation 5、Windows、Xbox Series X/S平台。
遊戲在Metacritic的匯總得分為68—76分，在OpenCritic的媒體推薦率為39%。